# Rata arborícola meridional
La rata arborícola meridional (Phyllomys sulinus) és una espècie de rosegador de la família de les rates espinoses. És endèmica del sud del Brasil, on la seva distribució s'estén des de São Paulo fins a Rio Grande do Sul. Es tracta d'un animal petit i de pelatge bast, que s'alimenta de fulles i surt generalment de nit. Els seus hàbitats naturals són les selves pluvials costaneres, els boscos d'araucàries i els boscos semiperennes. La UICN encara no ha avaluat l'estat de conservació d'aquesta espècie, però els investigadors que la descrigueren proposaren classificar-la com a espècie «de risc mínim».
El seu nom específic, sulinus, fou escollit en referència al seu àmbit de distribució al sud del Brasil.